# Danny McFarlane
Danny D. McFarlane (Saint Mary, 14 juni 1972) is een Jamaicaanse hordeloper, die het meest succesvol is op de 4 x 400 m estafette. Hij nam driemaal deel aan de Olympische Spelen en won hierbij in totaal twee zilveren medailles.

## Loopbaan
In 1997 liep McFarlane op de 4 x 400 m estafette met zijn teamgenoten Michael McDonald, Gregory Haughton en Davian Clarke op de wereldkampioenschappen in Athene een Jamaicaans record. Op de vijf achtereenvolgende wereldkampioenschappen won hij op dit onderdeel een medaille. Zijn enige gouden medaille op dit onderdeel won hij op de Pan-Amerikaanse Spelen in 1999.
Tot 2002 was hij een 400 m-loper met een persoonlijk record van 44,90 s. Hij behaalde zelden de finales op grote internationale wedstrijden. Hij werd achtste op de Olympische Spelen van Sydney in 2000 en derde op de wereldindoorkampioenschappen in 2001.
In 2003 stapte Danny McFarlane over op het onderdeel 400 m horden. Op de WK in 2003 werd hij vierde. Op de Olympische Spelen van Athene in 2004 won hij met 48,11 een zilveren medaille achter de Dominicaan Félix Sánchez. In de halve finale liep hij zijn persoonlijk record van 48,00. In dat jaar werd hij ook verkozen tot Jamaicaans sportman van het jaar.
Op de WK van 2007 in Osaka werd McFarlane op de 400 m horden vijfde in 48,59. De wedstrijd werd gewonnen door de Amerikaan Kerron Clement in 47,61.

## Titels
- Centraal-Amerikaans en Caribisch kampioen 400 m - 1997, 2001
- Jamaicaans kampioen 400 m horden - 2003, 2004, 2006

## Persoonlijke records
Outdoor
| Onderdeel    | Prestatie | Datum            | Plaats   |
| ------------ | --------- | ---------------- | -------- |
| 400 m        | 44,90 s   | 24 juni 1995     | Kingston |
| 400 m horden | 48,00 s   | 24 augustus 2004 | Athene   |

Indoor
| Onderdeel | Prestatie | Datum           | Plaats |
| --------- | --------- | --------------- | ------ |
| 400 m     | 46,65 s   | 1 februari 1997 | Reno   |

## Palmares

### 400 m
- 1991:  Universiade - 46,60 s
- 1997:  Centraal-Amerikaanse en Caribisch kamp. - 45,47 s
- 2000: 8e OS - 45,55 s
- 2001:  WK indoor - 46,74
- 2001:  Centraal-Amerikaanse en Caribisch kamp. - 45,20 s

### 400 m horden
Kampioenschappen
- 2003: 4e WK - 48,30 s
- 2003:  Wereldatletiekfinale - 48,66 s
- 2004:  OS - 48,11 s
- 2004: 4e Wereldatletiekfinale - 48,23 s
- 2006: 6e Wereldatletiekfinale - 48,73 s
- 2007: 5e WK - 48,59 s
- 2008: 4e OS - 48,30 s
- 2008:  Wereldatletiekfinale - 49,00 s
- 2009: 6e WK - 48,65 s

Golden League-podiumplekken
- 2004:  Bislett Games – 48,92 s
- 2005:  Golden Gala – 48,53 s
- 2008:  Bislett Games – 48,58 s
- 2008:  Golden Gala – 48,57 s
- 2008:  Meeting Gaz de France – 48,71 s
- 2008:  Weltklasse Zürich – 48,40 s
- 2008:  ISTAF – 48,63 s
- 2008:  Memorial Van Damme – 48,63 s

### 4 x 400 m
- 1993: 7e WK - 3.01,44
- 1995:  WK - 2.59,88
- 1997:  WK - 2.56,75[1]
- 1999: 4e WK indoor - 3.05,13
- 1999:  Pan-Amerikaanse Spelen
- 1999:  WK - 2.59,34
- 2000:  OS - 2.58,78[2]
- 2001:  WK indoor - 3.05,45
- 2001:  WK - 2.58,39
- 2003:  WK indoor - 3.04,21
- 2003:  WK - 2.59,60

## Onderscheidingen
- Jamaicaans sporter van het jaar - 1997